# Каркаралинская пещера
Каркаралинская пещера, Унгиртас, Палата, Большая палата — природная щель в гранитном утёсе на северо-востоке Каркаралинских гор в 1—2 км к северу от города Каркаралинск.
Представляет из себя каменный навес в скале. Высота пещеры 4—5 м, ширина 15—20 м, длина около 8—10 м. Под куполом имеются крупные валуны. Из пещеры открывается прекрасный вид на г. Каркаралы и окружающие его горные хребты. Верхняя часть пещеры состоит из камней, многократно отражающих эхо. Каркаралинская пещера считается экскурсионным объектом.
В 600 метрах к северо-востоку от этой пещеры расположен другой пещерный комплекс, «Три пещеры».